# 593. grenadirski polk (Wehrmacht)
593. grenadirski polk (izvirno nemško 593. Grenadier-Regiment; kratica 593. GR) je bil pehotni polk Heera v času druge svetovne vojne.

## Zgodovina
Polk je bil ustanovljen 15. oktobra 1942 s preimenovanjem 593. pehotnega polka; dodeljen je bil 323. pehotni diviziji.
2. novembra 1943 so polk razpustili.